# So angstlich sind wir nicht!
So ängstlich sind wir nicht! ("Noi non siamo così paurosi!") è una polka veloce di Johann Strauss (figlio).
I librettisti F. Zell e Richard Genée, inizialmente, si trovarono di fronte ad una accusa di plagio quando presentarono il libretto per la prossima operetta di Johann Strauss, Venezianische Nachte (Notti veneziane), più tardi rinominata Eine Nacht in Venedig (Una notte a Venezia), copiato da quello di Chteau trompette (1860), un'opera comica prodotta a Parigi, con musiche di François Gevaert e libretto di Jules Cormon e Michel Carré.
Alla fine la questione fu risolta e sulla locandina del lavoro di Strauss venne scritto: "Con l'uso gratuito di un soggetto francese". Questo contrattempo fu solo uno dei molti che Eine Nacht in Venedig dovette affrontare.
Dal momento che la seconda moglie di Strauss, Angelika, intratteneva una relazione con Franz Steiner, direttore del Theater an der Wien in cui il nuovo lavoro avrebbe dovuto avere la sua prima, Johann, insistette affinché venisse scelto un altro luogo per presentare la sua operetta.
Questo avvenne presso il Neues Wilhelmstadtisches Friedrich-Theater di Berlino il 3 ottobre 1883, ma tale fu la condanna del lavoro da parte della stampa tedesca che bisognò affrettarsi per revisionare libretto e musiche prima della rappresentazione di Vienna, in data 9 ottobre.
Strauss compose un totale di sei brani orchestrali sui temi di Eine Nacht in Venedig, ma solo due di loro (il Lagunen-Walzer op. 411 e la Quadriglia op. 416) ebbero la loro prima esecuzione con l'orchestra Strauss.
Il pubblico viennese poté ascoltare i restanti brani, tra cui la polka So angstlich sind wir nicht!, ai concerti delle numerose bande militari che si tenevano in tutta la capitale. Sebbene il brano fosse stato pubblicato dall'editore di Johann nel dicembre del 1883, fece furore nelle piste da ballo di Vienna durante il carnevale 1884.